# Enköping község
Enköping község (svédül: Enköpings kommun) Svédország 290 községének egyike. Uppsala megyében található, székhelye Enköping.

## Települések
A község települései:
| Település           | Népesség | Megjegyzés         |
| ------------------- | -------- | ------------------ |
| Enköping            | 21121    | a község székhelye |
| Fjärdhundra         | 926      |                    |
| Grillby             | 1001     |                    |
| Haga                | 236      |                    |
| Hummelsta           | 1005     |                    |
| Kärsta och Bredsdal | 47       |                    |
| Lillkyrka           | 300      |                    |
| Örsundsbro          | 1773     |                    |